# Xinlong (sockenhuvudort i Kina, Jiangxi Sheng, lat 25,15, long 115,33)
Xinlong är en sockenhuvudort i Kina. Den ligger i provinsen Jiangxi, i den sydöstra delen av landet, omkring 400 kilometer söder om provinshuvudstaden Nanchang. Antalet invånare är 10 710. Befolkningen består av 5 121 kvinnor och 5 589 män. Barn under 15 år utgör 23,0 %, vuxna 15-64 år 67 %, och äldre över 65 år 8,0 %.
Runt Xinlong är det ganska tätbefolkat, med 129 invånare per kvadratkilometer. Närmaste större samhälle är Banshi, 18,2 km norr om Xinlong. I omgivningarna runt Xinlong växer i huvudsak blandskog.
Genomsnittlig årsnederbörd är 1 895 millimeter. Den regnigaste månaden är maj, med i genomsnitt 339 mm nederbörd, och den torraste är oktober, med 17 mm nederbörd.